# Guido A. Schick

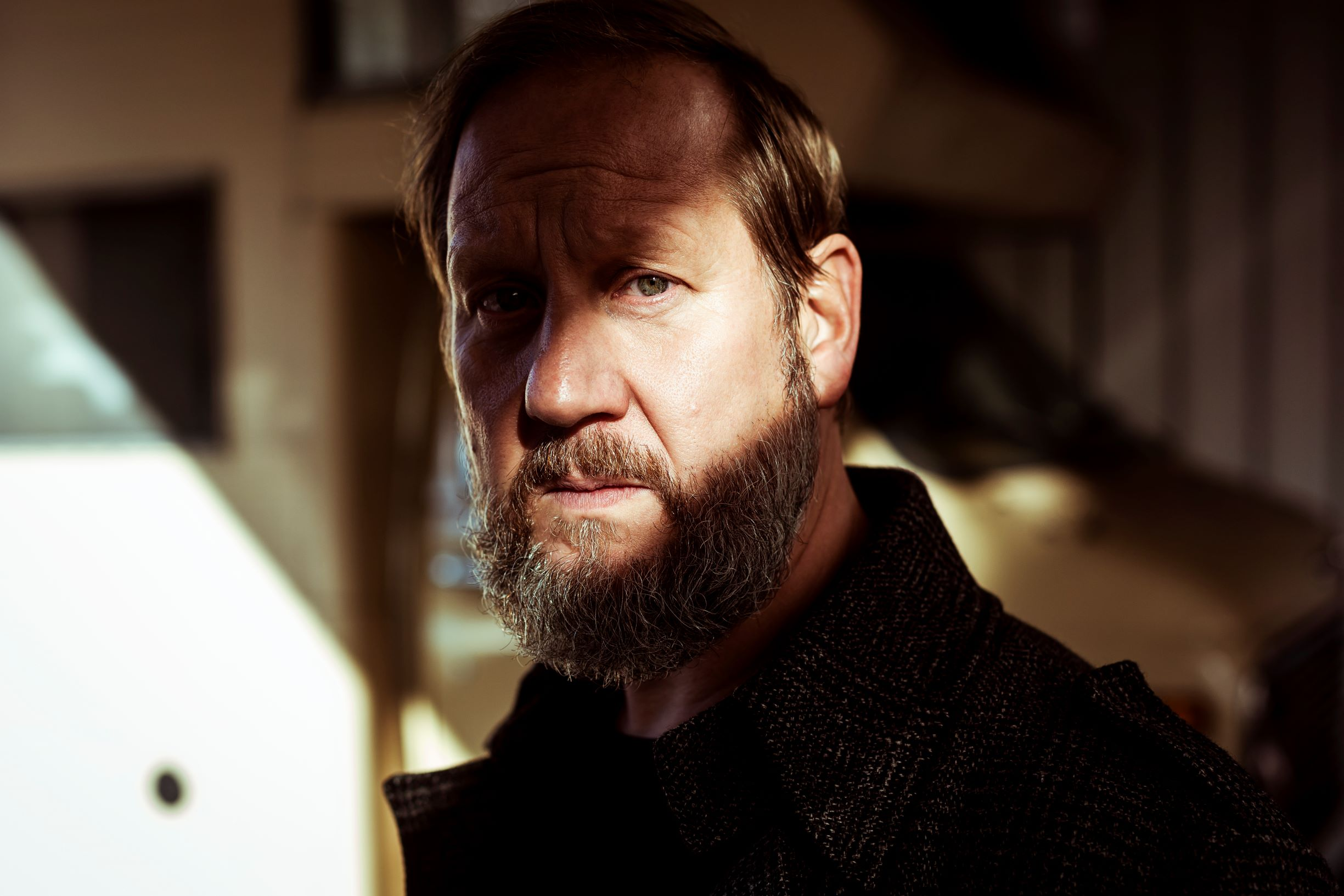
Guido A. Schick

Guido Alexander Schick (* 1970 in Haarlem, Niederlande) ist ein deutscher Schauspieler.

## Leben
Schick wurde in den Niederlanden als Sohn deutscher Eltern geboren. Bis zu seinem 6. Lebensjahr wuchs er dort auf, bevor seine Familie wieder nach Deutschland zurückkehrte. Ab 1976 wuchs er in Gernsheim auf. Mit dem Besuch des Gymnasiums Gernsheim wurde dort, durch die Theater-AG, seine Zuneigung zum Schauspiel geweckt. Bevor er endgültig die schauspielerische Laufbahn einschlug, absolvierte er eine Ausbildung zum Offsetdrucker. Nachdem er nur kurz in dem Beruf tätig gewesen war, zog er nach Hamburg, um dort von 1993 bis 1997 erneut eine Ausbildung an der Schule für Schauspiel zu absolvieren.
Nach Engagements in unter anderem internationalen Kompanien spielte er auf verschiedenen deutschsprachigen Bühnen, etwa in Darmstadt, Frankfurt, Hamburg und Wien. Im Jahr 1999 entdeckte ihn Regisseur Sebastian Schipper für sein Erstlingswerk, die Kinoproduktion Absolute Giganten, und besetzte ihn in der Rolle des Dulle, der mit Snake zu einem Tischkicker-Duell herausfordert. Der Film gewann den Deutschen Filmpreis in Silber. Fortan folgten Engagements in diversen Film- und Fernsehproduktionen. 2014 holte ihn Dieter Wedel als dänischer König Ihring für die Nibelungenfestspiele Worms wieder auf die Bühne. Schick war seither weiterhin vor der Kamera und als Sprecher, unter anderem bei Die drei ??? und TKKG, sowie für weitere diverse Hörspiele und Werbespots tätig. Unter seiner Regie erschienen als Hörbuchversionen von Nick Hornbys Juliet, Naked und von Agatha Christie (Die Weihnachts-Krimis).
Guido A. Schick lebt mit seiner Frau in Hamburg.

## Filmografie (Auswahl)
- 1999: Absolute Giganten
- 2000: Der Puma: Kämpfer mit Herz (Fernsehserie, Folge Tag der Abrechnung)
- 2001: Die Motorrad-Cops – Hart am Limit (Fernsehserie, Folge Bomben für die Cops)
- 2002: Sophiiiie!
- 2003: Polizeiruf 110: Abseitsfalle (Fernsehreihe)
- 2003: Traumprinz in Farbe (Fernsehfilm)
- 2003: Berlin, Berlin (Fernsehserie, 2 Folgen)
- 2003, 2015: Großstadtrevier (Fernsehserie, verschiedene Rollen, 2 Folgen)
- 2004: Alarm für Cobra 11 – Die Autobahnpolizei (Fernsehserie, Folge Extrem)
- 2004: Sergeant Pepper
- 2007: Küstenwache (Fernsehserie, Folge Bittere Erkenntnis)
- 2007: SOKO Leipzig (Fernsehserie, Folge Bodyguard)
- 2008: Die Pfefferkörner (Fernsehserie, Folge Schlankheitspillen)
- 2009: Tatort: Vermisst (Fernsehreihe)
- 2012: Dora Heldt: Bei Hitze ist es wenigstens nicht kalt (Fernsehreihe)
- 2012: SOKO Wismar (Fernsehserie, Folge Schlechter Umgang)
- 2013: Harry’s Truckstop (Kurzfilm)
- 2013: Notruf Hafenkante (Fernsehserie, Folge Lucky Punch)
- 2013: Tatort: Mord auf Langeoog
- 2014: Stille Nächte (Fernsehfilm)
- 2014: Reiff für die Insel: Katharina und der Schäfer (Fernsehreihe)
- 2015: Heiraten ist nichts für Feiglinge (Fernsehfilm)
- 2016: Nord Nord Mord – Clüver und der tote Koch (Fernsehreihe)
- 2016: Der Hafenpastor und das Blaue vom Himmel
- 2017: Helen Dorn: Verlorene Mädchen (Fernsehreihe)
- 2017: Matula (Fernsehfilm)
- 2017: Ein Fall für zwei (Fernsehserie, Folge Mord am Bau)
- 2018: 8:27 (Kurzfilm)
- 2019: Eine zeltende Spezies (Kurzfilm)
- 2019: Ein Abend im Dezember – (Trailer Berlinale)
- 2021: SOKO Wismar (Fernsehserie, Folge Rund, drall und so süß)
- 2021: Eisland (Fernsehfilm)

## Theaterrollen
- 1998: Trommeln in der Nacht, Kammerspiele Hamburg, Regie: Anja Gronau
- 1999: Shoppen & Ficken, Kampnagel Hamburg, Regie: Thorsten Beyer, Christian Wiehl
- 1999: Lulu, Staatstheater Darmstadt, Regie: Brigitta Trommler
- 2000: Hamlet, Kampnagel Hamburg, Regie: Nora Somaini
- 2014: Hebbels Nibelungen – Born this way, Nibelungen-Festspiele, Wormser Dom, Regie: Dieter Wedel